# Осада Монтевидео (1843—1851)
Осада Монтевидео или Великая осада Монтевидео (исп. Sitio grande de Montevideo) — одно из крупнейших сражений Гражданской войны в Уругвае. Она длилась с февраля 1843 года по октябрь 1851 года.
После победы в битве при Арройо-Гранде (Энтре-Риос) армия Орибе, поддержанного аргентинским правителем Росасом, переправилась через реку Уругвай и 16 февраля 1843 года подошла к Монтевидео, начав его осаду. Монтевидео тогда целиком размещался на небольшом скалистом мысу, с трех сторон окружённом водой, что значительно облегчало задачу оборонявшихся. С четвёртой стороны перешеек преграждали укрепления. У Орибе не было осадной артиллерии, способной разрушить такие укрепления, а без неё он не осмелился штурмовать город своими войсками, преимущественно состоявшими из конницы, и поэтому решил взять измором. У него также не было и флота, чтобы воспрепятствовать снабжению осажденных по морю, поэтому осада затянулась на долгие годы.

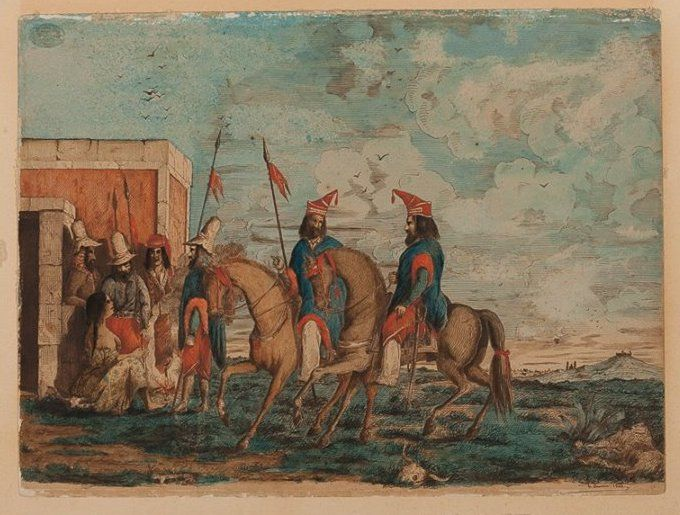
Конница Орибе

Первоначально возглавлял оборону Монтевидео генерал Хосе Мариа Пас, под руководством которого был гарнизон, в основном составленный из европейских иммигрантов и бывших рабов-негров. Наиболее активно действовал Итальянский легион под командованием карбонария Джузеппе Гарибальди, который также правительством обороны был назначен командовать флотом. Итальянский легион 28 марта отбил атаку противника на Серро-де-Монтевидео и 23 апреля 1844 года разбил подряд два осаждающих корпуса у Серро. Так как силы осаждающих, в основном, состояли из конницы, а осаждённых — из пехоты, то на суше боевые действия протекали вяло, и противники ограничивались перестрелками; основные свои операции осаждённые проводили на море вдоль побережья и реке Паране.

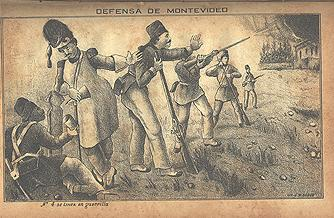
Защитники Монтевидео

16 августа 1842 года в речном сражении на Паране недалеко от города Коста-Брава корабли Гарибальди были разгромлены аргентинскими силами Гильермо Брауна. Несмотря на неудачу Гарибальди вновь возглавил флотилию, во главе которой ему удалось помешать кораблям Брауна занять остров Исла-де-Ратас в заливе Монтевидео (который затем был переименован в остров Либертад), сумев таким образом предотвратить попытку аргентинского флота блокировать Монтевидео. Среди его военных действий выделяется то, которое произошло 17 ноября 1843 г. за стенами Монтевидео, получившее название «Битва при Трес-Крусес». 25 августа 1844 года Гарибальди вылазкой захватил припасы осаждающих в Пуэрто-дель-Бусео, одной из «столиц» Орибе, и сумел доставить в Монтевидео так необходимое продовольствие.
22 июля 1845 года англо-французский военный флот прибыл к берегам Монтевидео в поддержку правительства обороны и начал блокаду Буэнос-Айреса. Гарибальдийская флотилия при поддержке англо-французской военно-морской команды захватила город Колония-дель-Сакраменто. В сентябре 1845 года Гарибальди занял остров Мартин-Гарсия, стратегический пункт в устье дельты Параны. Затем гарибальдийцы проникли на территорию Аргентины, напав и разграбив город Гуалегуайчу. Проплыв вверх по Уругваю, Гарибальди, наконец, сумел без единого выстрела занять город Сальто. Отразив первую атаку противника, 8 февраля 1846 года итальянцы снова столкнулись с аргентинцами в соседнем городе Сан-Антонио.
В 1851 году четвёртое переизбрание Росаса на пост президента Аргентинской конфедерации спровоцировало восстание каудильо Энтре-Риоса Хусто Хосе де Уркисы, союзника Орибе. 29 мая 1851 года правительство обороны подписало соглашение с правительством Бразилии и провинции Энтре-Риос о совместных действиях. Армия Энтре-Риоса 19 июля вторглась в Уругвай. Орибе двинул часть своих сил, подтачиваемых дезертирством, против Энтре-Риоса. Когда 4 сентября, 16000 бразильских солдат под командованием маркиза Кашиаса вошли через Санта-Ану в Уругвай в поддержку правительства обороны, Орибе понял, что шансов на сопротивление у него нет и начал переговоры. После долгих переговоров 8 октября 1851 года было подписано соглашение, положившее конец Великой войне. Конфликт завершился «без победителей и проигравших».